# Skotnicki (potok)
Skotnicki (potocznie Skotniczanka lub Skotnica) – potok, prawobrzeżny dopływ Grajcarka. Ma źródła na południowych stokach Dzwonkówki, najwyżej położone znajduje się na wysokości 880 m. Spływa w kierunku południowym (z odchyleniem na zachód) dość głęboką doliną. Zbocza zachodnie tej doliny tworzy południowy grzbiet Dzwonkówki z wierzchołkami Wisielec (873 m), Góra Łabudowa (870 m), Załamki (730 m), Kuśmierzówka (705 m), Biała Góra (681 m), Góra Ciżowa (649 m). Górną część zboczy wschodnich tworzy południowy grzbiet Przysłopu, dolną zachodnie stoki Bryjarki. Głównym dopływem jest płynący równolegle Czarny Potok. Uchodzi on do Skotnickiego Potoku u południowych podnóży grzbietu Przysłopu, na wysokości 516 m.
Górna część doliny Skotnickiego Potoku (do ujścia Czarnego Potoku) jest całkowicie porośnięta lasem, nieco poniżej ujścia Czarnego Potoku Skotnicki Potok płynie przez zabudowane obszary Szczawnicy (wzdłuż ulicy Skotnickiej) i po przepłynięciu około 900 m uchodzi do Grajcarka. Następuje to na wysokości 434 m. Na należącym do Szczawnicy osiedlu Wygon, tuż po orograficznie lewej stronie Skotnickiego Potoku (469 m n.p.m.) znajduje się źródło wody mineralnej Pitoniakówka.
Na niektórych mapach źródłowy ciek Skotnickiego Potoku (od źródeł do ujścia Czarnego Potoku) ma nazwę Potok Biały, jednak według urzędowego wykazu wód płynących Polski jest to nazwa nieprawidłowa. Cały bieg potoku znajduje się w granicach miasta Szczawnica w województwie małopolskim, w powiecie nowotarskim.

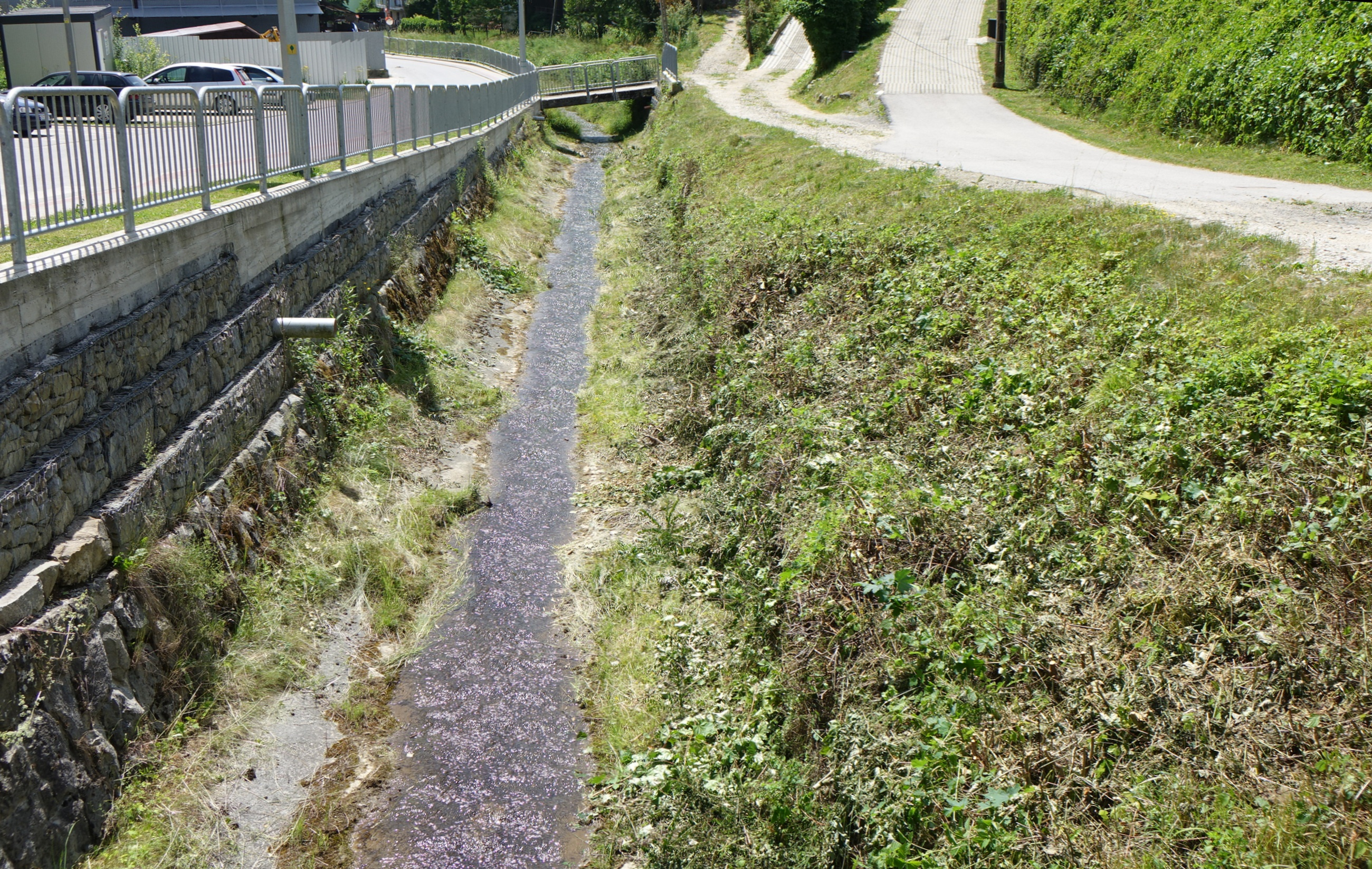
Skotnicki przy Pitoniakówce
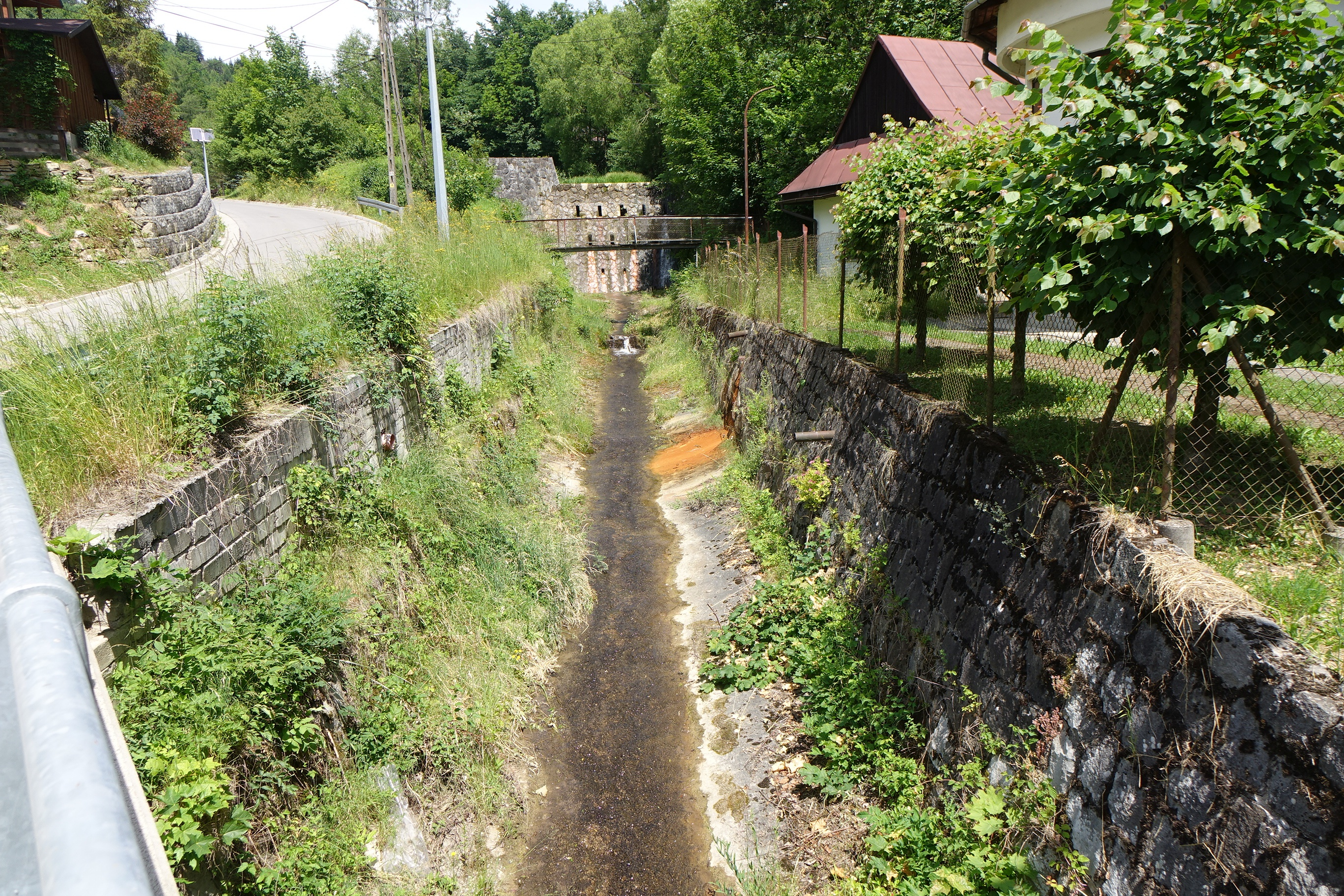
Skotnicki przy Pitoniakówce
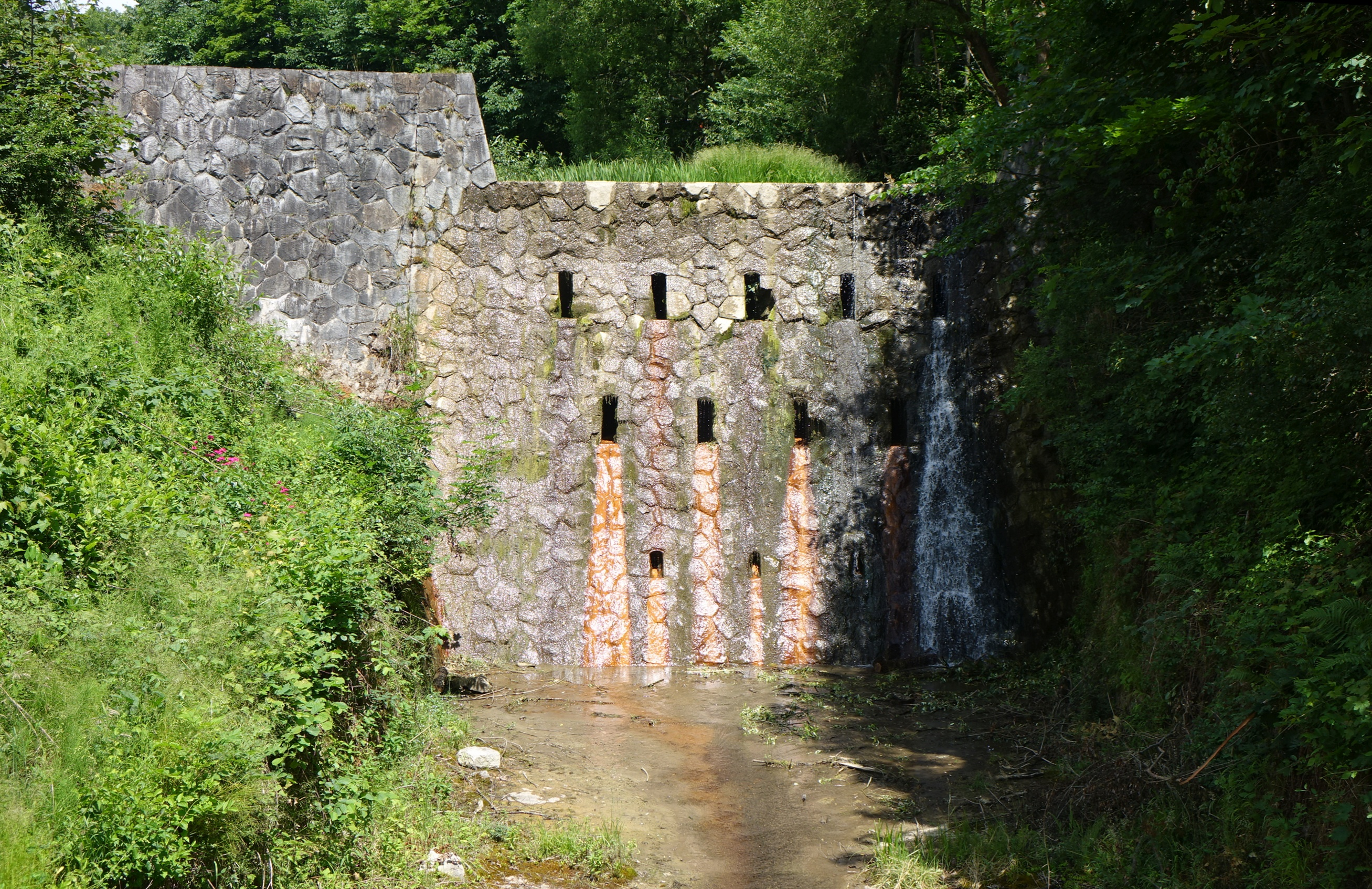
Tama na Skotnickim
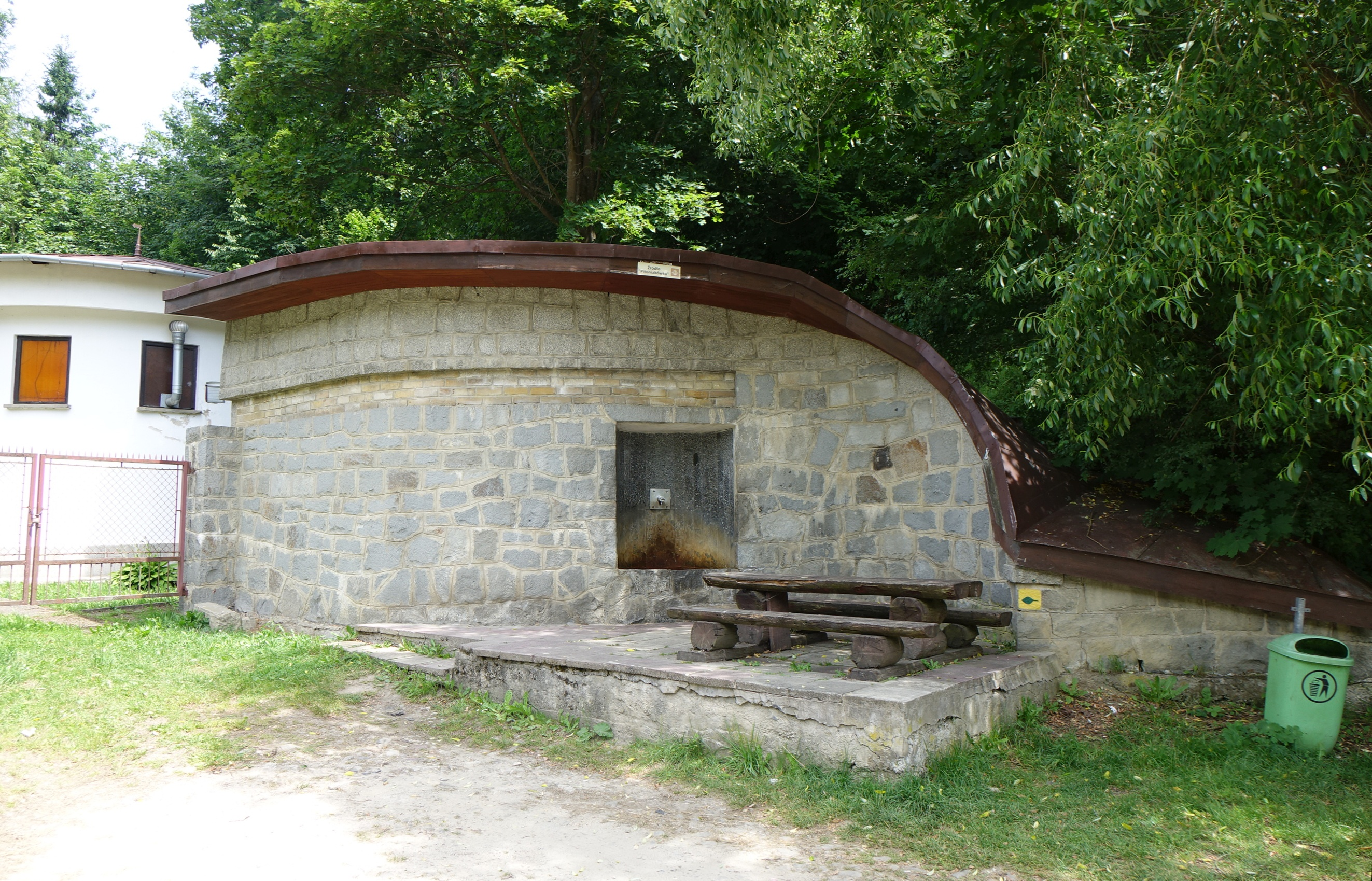
Źródło wody Pitoniakówka